# Присоје (Језеро)
Присоје су насељено мјесто у општини Језеро, Република Српска, БиХ. Према попису становништва из 2013. у насељу је живјело 106 становника.

## Становништво
Према попису становништва из 1991. године, мјесто је имало 456 становника.
| Националност       | 1991. |
| Срби               | 348   |
| Хрвати             | 105   |
| Југословени        | 1     |
| остали и непознато | 2     |
| укупно             | 456   |

| Демографија | Демографија | Демографија |
| Година      | Становника  | Становника  |
| ----------- | ----------- | ----------- |
| 1961.       | 411         |             |
| 1971.       | 469         |             |
| 1981.       | 475         |             |
| 1991.       | 456         |             |